# Où mènent les humanités
 (avril 2025).
Où mènent les humanités (en russe : Sloutchaï iz klassikom) est une nouvelle d'Anton Tchekhov, parue en 1883.

## Historique
Où mènent les humanités est initialement publiée la revue russe Les Éclats, sous le pseudonyme d'Antocha Tchékhonté. Aussi traduit sous le titre Rencontre avec un classique

## Résumé
Vania Ottépéliov, treize ans, va passer un examen de grec. Il a révisé toute la semaine et, ce matin, c’est le grand jour. Il se fait bénir par sa mère et donne deux kopeck à un mendiant pour conjurer le mauvais sort.
Il revient avec un deux. Sa mère lui reproche les sacrifices qu’elle fait pour lui, sa tante reproche à sa mère de l’avoir mis au lycée : « Vous voulez faire les nobles ! ». Elle prend son fils Kouzia pour exemple : il est dans le commerce et gagne cinq cents roubles par an. La mère, trop faible, demande au locataire M. Kouporossov de bien vouloir fouetter son fils. Kouporossov lui fait la morale, défait sa ceinture et le fouette consciencieusement.
Le soir même, il est décidé que Vania entrera dans le commerce.